# Xinfeng (Shaoguan)
Xinfeng léase Sin-Fong (en chino simplificado, 新丰县; pinyin, Xīnfēng xiàn)  es un condado bajo la administración directa de la ciudad-prefectura de Shaoguan. Se ubica al este de la provincia de Cantón, en el sur de la República Popular China. Su área es de 1967 km² y su población total para 2018 fue más de 200 mil habitantes.

## Administración
El condado urbano de Xinfeng se divide en 7 pueblos que se administran en 1 subdistrito y 6 poblados.